# 魏 (三国)

魏
魏

魏の領域（緑）。

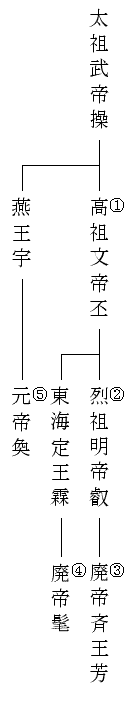
魏の系図

魏（ぎ、拼音: Wèi、220年 - 265年）は、中国の三国時代に華北を支配した王朝。首都は洛陽。曹氏の王朝であることから曹魏（そうぎ）、あるいは北魏に対して前魏（ぜんぎ）とも（この場合は北魏を後魏と呼ぶ）いう。前身は後漢王朝内の「魏王国」である。
45年間しか続かなかった王朝だが、成立の基礎を作った曹操の時期の政権である「曹操政権」と合わせて論じられることも多い。魏・蜀・呉の戦いを描いた三国志（『三国志』・『三国志演義』など）などで後世に伝わり、日本で魏は卑弥呼を記述した「魏志倭人伝」で知られる。また、昭和に吉川英治が著した『三国志』を始め、この時代を描いた小説は今なお日本で人気があり、そのため知名度も高い王朝である。

## 歴史

### 曹操の台頭
後漢末期、黄巾の乱（184年）が起きた後、皇帝の統制力は非常に弱まり、董卓の専横が始まるも部下の呂布に殺され、群雄割拠の状態となる。その中で台頭したのが曹操であった。反董卓を掲げて挙兵したことを皮切りに活動を開始した曹操は192年に兗州牧となり、その地で青州から来た黄巾賊の兵30万人、非戦闘員100万人を投降させて自分の配下に納め、その後急激に勢力を拡大させた。
196年、曹操は屯田制を開始し、流民を集めて耕す者がいなくなった農地を耕させた。また曹操は献帝を自らの本拠である許昌に迎え入れ、董卓の元配下であった李傕・呂布・張繡などの勢力を滅ぼす。200年には官渡の戦いで袁紹を破り、207年には袁氏に味方する騎馬遊牧民族の烏桓を撃ち破って中国北部を手中に収め（白狼山の戦い）、同年後漢の丞相となる。
208年、曹操は南方の孫権・劉備連合軍を攻めるが、周瑜らの火計により敗れ、飢餓と疫病も重なり非常に多くの兵士が亡くなる（赤壁の戦い）。同年、南郡を守備していた曹仁が周瑜に敗れ、孫権の支配下となった。また、劉備が荊州の南部4郡を制圧し、曹操・劉備・孫権の三者鼎立の様相を呈した。
211年、曹操は馬超をはじめとする関中の軍閥連合軍を破った（潼関の戦い）。その後、曹操軍の夏侯淵らが関中の軍閥連合軍の残党を制圧した。212年、曹操は孫権征伐の軍を起こしたが、一月余り対峙した後撤退した（第一次濡須口の戦い）。

### 魏公・魏王に即位
213年、曹操に従う群臣は、漢王朝に魏公への任命を行うように圧力をかけ、曹操には受諾するよう曹操に促す『魏公国勧進奏』を送った。これには中軍師の荀攸を筆頭に、前軍師の鐘繇、左軍師の涼茂、右軍師の毛玠らが名を連ねた。曹操は十郡（河東郡・河内郡・魏郡・趙郡・中山郡・常山郡・鉅鹿郡・安平郡・甘陵郡・平原郡）をもって魏公に封じられた。216年、さらに曹操は魏王に封じられた。当時、皇族以外には「王」公の位を与えないという不文律があったのにもかかわらず、曹操が公についで王位に就いたということは、すなわち簒奪への前段階であった。公就任に反対した荀彧は悶死した。しかし曹操は存命中は皇帝位を奪わず、「わたしは天下の三分の二を治めながら臣下に甘んじた周の文王のようでありたい」と述べるにとどまった。
215年、曹操は漢中の張魯を降伏させた（陽平関の戦い）。その後、曹操軍は数年間にわたり、益州（蜀）を制圧した劉備軍と漢中周辺で激戦を繰り広げた。216年、曹操は自ら軍を率いて再び孫権征討に赴いた。約半年間対峙した後、孫権が和睦を申し入れたため軍を引いた（第二次濡須口の戦い）。
219年、漢中を守備している夏侯淵が劉備に討ち取られ（定軍山の戦い）、曹操自ら漢中に援軍に出向いたが、苦戦し被害が大きくなったので撤退、漢中を劉備に奪われた。また、劉備の部将の関羽が北上して曹操の勢力下の樊城・襄陽を包囲し、曹操の部将の于禁が率いる七軍を壊滅させ、曹操の部将の于禁・龐徳を捕虜とした。曹操は司馬懿・蔣済の提案に従い、孫権と同盟を結び、徐晃らを派遣して関羽を破った（樊城の戦い）。
220年、曹操は病のため死去し、武王と諡された。曹操が死ぬとともに、曹操の子である曹丕が魏王と後漢の丞相の地位を継いだ。

### 魏の建国
曹丕に従う群臣は、漢王朝に曹丕へ禅譲するように圧力をかけ、曹丕には受諾するよう促す『魏公卿上尊号奏』を送った。これには相国の華歆を筆頭に、太尉の賈詡、御史大夫の王朗らが名を連ねた。曹丕はこの献帝から禅譲を受け、土徳の王朝のため、火徳であった後漢の都の雒陽の名を洛陽に戻して都とし、魏の皇帝となった。そして父曹操に太祖武皇帝と追号した。また、後漢の献帝を山陽公とし、後漢の諸侯王はそれぞれ崇徳侯に降封した。翌年に蜀の劉備も対抗して（漢の）皇帝を称し、さらに229年には呉の孫権も皇帝を称し、1人しか存在できないはずの皇帝が3人並び立つという、かつてない事態になった。
文帝（曹丕）は九品官人法を実施し、中書省の設置など諸制度を整備して魏の体制を完全なものへと移行させた。しかしその影響で後漢から形成されてきた豪族層が貴族化し、官職の独占を行うようになった。この問題は魏の時代はまだ端緒が見えた程度であるが、後の西晋になってから深刻化した。
また、222年に魏は3方向から呉を攻め、曹休が呂範を破り、曹真・夏侯尚・張郃らが江陵を包囲攻撃し、孫盛・諸葛瑾を破ったが、曹仁が朱桓に敗れ、疫病が流行したため退却した。
曹丕は226年に崩御し、長男の曹叡（明帝）が魏の皇帝となった。227年、呉の孫権・諸葛瑾らが3方向から魏を攻めたが、司馬懿・曹休らに敗れた。228年、孟達が蜀の諸葛亮と内応して魏に反乱を起こしたが、司馬懿に鎮圧され、また同年に諸葛亮・趙雲が攻めてきたが、曹叡が派遣した張郃・曹真が撃退している。さらに同年、曹休が呉を攻めるが、石亭において陸遜に大敗した。
229年、蜀の諸葛亮が派遣した陳式によって武都・陰平を奪われた。またクシャーナ朝（貴霜）のヴァースデーヴァ1世（波調）、初めて使節らを中国の魏に派遣。魏から親魏大月氏王の仮の金印を与っている。
231年、再び諸葛亮が攻めてきたが、両軍とも決着がつかず退却している。張郃は司馬懿に追撃を強いられ蜀軍を追ったが、伏兵に射殺された（祁山の戦い）。234年、蜀と呉は連携して同時期に魏に攻めてきたが、東では満寵らが孫権を撃退し、西では諸葛亮が病死したため蜀軍も撤退した。諸葛亮が死去した後は、曹叡が宮殿造営や酒にのめり込んで国政が疎かになったため、魏は疲弊していった。
235年、魏の幽州刺史王雄の部下の韓龍が鮮卑族の大人の軻比能を暗殺した。238年、司馬懿を派遣し、遼東で謀反を起こした公孫淵を滅ぼしている。同年、邪馬台国の卑弥呼、初めて難升米らを中国の魏に派遣。魏から親魏倭王の仮の金印と銅鏡100枚を与えられる。

### 司馬氏の台頭

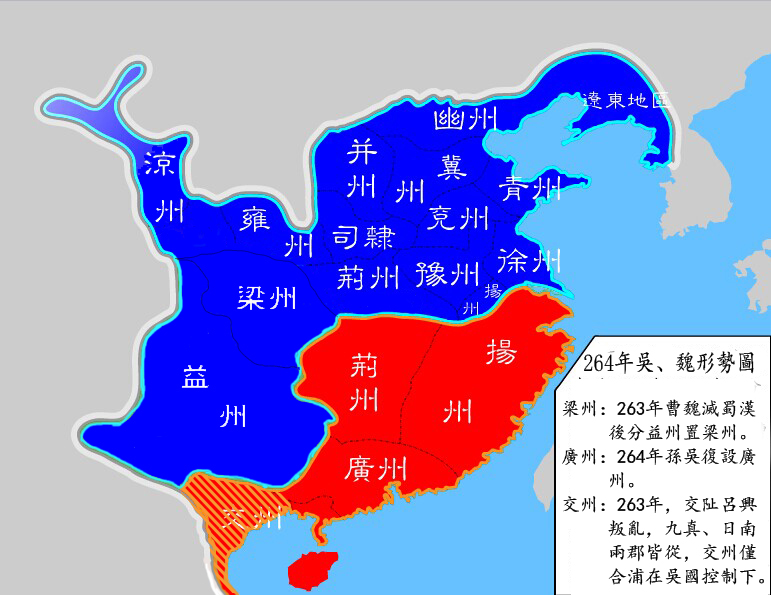
264年、魏の領域（青）

曹叡は239年に34歳で崩御し、その後を養子の曹芳が継いだ。曹叡は崩御の際、司馬懿と皇族の曹爽に曹芳の後見を託した。244年には毌丘倹を派遣して、高句麗の首都を陥落させるなど武威を振るったが、内部では曹爽と司馬懿の対立が起こり、曹爽が司馬懿を排除して専権を振るった。249年、司馬懿はこれに逆襲してクーデターを起こして曹爽一派を逮捕、権力を掌握し、曹芳を傀儡とした（高平陵の変）。250年、王昶・王基らは呉の荊州を攻め、朱績らに勝利し、30万石の兵糧を奪い、数千人を降伏させた。251年、司馬懿が死去し、子の司馬師が権力を引き継いだ。252年、諸葛誕・胡遵が呉を攻めるが、諸葛恪に大敗した（東興の戦い）。曹芳は権力奪還を目論むが、事前に発覚して254年に廃位され斉王とされた。その後、曹髦が皇帝に擁立された。
255年、毌丘倹が反乱を起こしたが、司馬師が鎮圧した（毌丘倹・文欽の乱）。そして同年、司馬師が死去し、その権力を弟の司馬昭が引き継いだ。さらに同年、王経が蜀の姜維に侵攻され、大敗している。しかし256年には、鄧艾が攻めてきた姜維に大勝した。257年、諸葛誕が呉と同盟を結んで反乱を起こしたが、258年に司馬昭が鎮圧した。諸葛誕の反乱は、魏軍26万と諸葛誕・呉軍20万が1年にわたり激突した大戦であった（諸葛誕の乱）。
当時、司馬昭の権力は強く、曹髦は全くの傀儡であった。260年、曹髦はこれに不満を抱き、側近数百名を引き連れて自殺的なクーデターを試みるが、賈充により殺された（甘露の変）。その後に擁立されたのが曹操の孫にあたる曹奐であった。
263年、司馬昭は鄧艾・鍾会を派遣して蜀を滅ぼした（蜀漢の滅亡）。しかし264年、鍾会が姜維と共に益州で独立しようと反乱を起こし、混乱の中で姜維を含む多数の蜀将や鍾会・鄧艾が討たれた。魏により蜀が滅ぼされると、魏は機会に乗じ呉の交州を攻め、広大な領土を獲得することとなった。これにより、司馬昭は魏の最大領土を現出した。
265年、司馬昭は死去し、その権力を引き継いだ司馬炎により曹奐は禅譲を強要され、魏は滅びた。司馬炎は新たに西晋を建て、280年に呉を征服し、三国鼎立の時代を終わらせた。曹奐は西晋の賓客として陳留王に封じられ、西晋の八王の乱の最中に天寿を全うした。

### 曹氏のその後
曹奐の以降も晋・南朝宋の二王の後として存続していた様子がある。子孫は魏の滅亡から200年以上、二王の後として陳留王を相続した。
326年、曹奐の子の名は不明だが、曹操の玄孫である曹勱が東晋によって陳留王に封じられた、358年死去。363年、曹勱の子の曹恢が跡を継いだ。378年死去。383年、曹恢の子の曹霊誕が跡を継いだ408年死去。
420年、劉裕が東晋から禅譲を受け南朝宋となったが、劉裕に禅譲を勧める上奏に、陳留王曹虔嗣が名を連ねている。同年、曹虔嗣は死去。弟の曹虔秀が跡を継いだ、462年死去。462年、曹虔秀の子の曹銑が跡を継いだ。曹銑は473年死去。
479年、蕭道成が南朝宋から禅譲を受け南朝斉となったが、蕭道成に禅譲を勧める上奏に、陳留王曹粲が名を連ねている。同年8月、王位を除かれた。
この三国鼎立の時代は、後に陳寿により『三国志』に纏められた。

## 政治
196年、曹操は韓浩・棗祗らの提言に従い、屯田制を開始している。屯田制とは、戦乱のために耕すものがいなくなった農地を官の兵士が農民を護衛して耕させる制度である（民屯）。屯田制は当初は難航したが、任峻らの尽力により軌道に乗り、この政策により曹操軍は食料に事欠かないようになり、各地の食い詰めた民衆達を大量に集める事が出来た。魏が建国されると国境付近や首都近郊で兵士にも農耕を行わせるようになった（軍屯）。
郷挙里選の科目の一つの孝廉には儒教知識人が主に推挙されるが、曹操勢力の幹部である荀彧・荀攸・賈詡・董昭・鍾繇・華歆・王朗らが孝廉に推挙されている。曹操自身も孝廉に推挙されている。川勝義雄は「荀彧の主導で、曹操の元に多くの名士（儒教的知識人）が集まり、やがて名士は武将を抑えて曹操政権内で大きな権力を持った。魏公国が出来た後は、政府の（文官系の）重要官職は名士によって占められた」としている。
曹操は勢力圏の境界付近に住む住民や烏桓族や氐族を勢力圏のより内側に住まわせた。これは戦争時にこれらの人々が敵に呼応したりしないようにするためであり、敵に戦争で負けて領地を奪われても住民を奪われないようにする為である。三国時代は相次ぐ戦乱などにより戸籍人口が激減しており、労働者は非常に貴重だった。曹操軍の烏桓の騎兵はその名を大いに轟かせた。魏の初代皇帝となった曹丕も冀州の兵士5万戸を河南郡に移した。
220年、魏の皇帝の曹丕は、陳羣の意見を採用し、九品官人法という官吏登用法を始めた（従来の官吏登用法は郷挙里選が有名）。九品官人法では官僚の役職を最高一品官から最低九品官までの9等の官品に分類する。また、郡の中正官が官僚候補を評価して、一品から九品までの郷品に分類する。この郷品を元に官僚への推薦が行われ、新人官僚は最初は郷品の四品下の役職に就く。例えば郷品が二品ならば六品官が官僚としての出発点（起家官と呼ばれる）となる。その後、順調に出世していけば最終的には郷品と同じ官品まで出世し、それ以上の官品へは通常は上れない。司馬懿が魏の実権を握ると、中正官の上に、郡よりも広い地域を管轄する州大中正を導入した。これにより権力のある者がより介入しやすくなった。魏から司馬氏の西晋へ移行したころから、郷品は本人の才能より親の郷品が大きく影響するようになり、郷品の世襲が始まり、貴族層が形成されるようになった。
官位のトップに着いた者達については
魏では、兵役義務が課せられた世襲軍人の家族は一般の戸籍とは異なり兵戸と呼ばれた（兵戸制）。魏や西晋や東晋などで兵戸出身の兵士が軍隊の根幹となった。隋・唐の時代になると一般の戸籍の民衆から徴兵する府兵制が行われるようになった。

## 経済
後漢末期に戦乱による銭の不足と布帛の生産増大を受けて、204年に曹操は袁紹の支配地域であった華北を中心に布帛による徴税を導入している（ただし、部分的導入は霊帝の時代まで遡る可能性があり、また曹操による導入も全面的ではなかった可能性もある）。これをきっかけに魏では戸単位で布帛を課す戸調制が導入されることになる。
一方、曹操は208年に董卓が廃止した五銖銭を復活させ、魏が成立した221年と227年に五銖銭が新たに鋳造されたものの、すぐに鋳造が停止されている。これは国家的決済手段が布帛に移行した後も、民間においては全ての取引が物々交換に戻ることはなく、引き続き銭の需要が高かったのに対応するために五銖銭を発行したと考えられている。

## 文化
曹丕・曹植兄弟は詩人としても有名で、曹植は「詩聖」と称されるなど高く評価され、曹丕は文学論である『典論』を著作し、中国文学界に大きな影響を与えた。
魏の何晏・王弼らが「玄学」を創始し、老荘思想を発展させた。また、竹林の七賢は清談を行い、老荘思想に大きな影響を与えた。
魏の相国となった鍾繇は書道家としても評価が高かったが、特に隷書と楷書の中間のような書体である「鍾繇体（しょうようたい）」は有名である。
魏の発明家の馬鈞は指南車や水転百戯と呼ばれる水で動くからくり人形の雑技団・楽隊を作った。
また、文学史的にいえば、後漢の建安年間（196年 - 220年）は曹操を中心とした文学サロンが形成され、新しい文学の形を作っていた（建安文学）。この建安文学の流れが、魏の時代のみならず、魏晋南北朝時代全体にわたって続いていく。それゆえに建安年間も魏の一時期と考えた方が、文学史的にはわかりやすいと言える。

## 魏の成立の年代について
厳密に言えば、曹丕が、禅譲を受けて皇帝になった220年を魏の成立とするべきである。しかしながら曹操の存命中も、曹操が皇帝のように君臨して万事を動かしていたのだから、曹操が権力を手に入れてからを魏王朝の成立と見ることもできる。その場合、次のような時期が事実上の魏王朝の成立と捉えられる。
1. 200年、曹操軍、官渡の戦いに勝利して中国北部の覇権を獲得
2. 207年、曹操、後漢の丞相となる
3. 213年、曹操、魏公となる
4. 216年、曹操、魏王となる
5. 220年、曹丕、魏帝となる

## 魏の皇帝の一覧
| 代数 | 廟号 | 諡号   | 姓名 | 字   | 在位          | 元号                                               | 陵墓   | 即位前の爵位       | 退位後             |
| ---- | ---- | ------ | ---- | ---- | ------------- | -------------------------------------------------- | ------ | ------------------ | ------------------ |
|      |      | 高皇帝 | 曹騰 | 季興 |               |                                                    |        | 漢の費亭侯         |                    |
|      |      | 太皇帝 | 曹嵩 | 巨高 |               |                                                    |        | 漢の費亭侯         |                    |
|      | 太祖 | 武皇帝 | 曹操 | 孟徳 |               |                                                    | 高陵   | 漢の魏公 →漢の魏王 |                    |
| 1    | 高祖 | 文皇帝 | 曹丕 | 子桓 | 220年 - 226年 | 黄初 220年-226年                                   | 首陽陵 | 漢の魏王           |                    |
| 2    | 烈祖 | 明皇帝 | 曹叡 | 元仲 | 226年 - 239年 | 太和 227年-233年 青龍 233年-237年 景初 237年-239年 | 高平陵 | 斉公 →平原王       |                    |
| 3    |      | 厲公   | 曹芳 | 蘭卿 | 239年 - 254年 | 正始 240年-249年 嘉平 249年-254年                  |        | 斉王               | 斉王 →晋の邵陵県公 |
| 4    |      |        | 曹髦 | 彦士 | 254年 - 260年 | 正元 254年-256年 甘露 256年-260年                  |        | 高貴郷公           |                    |
| 5    |      | 元皇帝 | 曹奐 | 景明 | 260年 - 265年 | 景元 260年-264年 咸熙 264年-265年                  |        | 常道郷公           | 晋の陳留王         |

- 曹騰は太和三年に追号された。
- 曹嵩は黄初元年に追号された。
- 曹操は黄初元年に追号された。

### 系図
| 夏侯氏より |            |            |            |            |            |  |  |            |            |            |            |            |            |  |  |                |                |                |                |                |                |  |  |                 |                 |                 |                 |                 |                 |  |  |                 |                 |                 |                 |                 |                 |  |  |           |           |           |           |           |           |
|            |            |            |            |            |            |  |  |            |            |            |            |            |            |  |  |                |                |                |                |                |                |  |  |                 |                 |                 |                 |                 |                 |  |  |                 |                 |                 |                 |                 |                 |  |  |           |           |           |           |           |           |
|            |            |            |            |            |            |  |  |            |            |            |            |            |            |  |  |                |                |                |                |                |                |  |  |                 |                 |                 |                 |                 |                 |  |  |                 |                 |                 |                 |                 |                 |  |  |           |           |           |           |           |           |
| 高皇帝曹騰 | 高皇帝曹騰 | 高皇帝曹騰 | 高皇帝曹騰 | 高皇帝曹騰 | 高皇帝曹騰 |  |  | 太皇帝曹嵩 | 太皇帝曹嵩 | 太皇帝曹嵩 | 太皇帝曹嵩 | 太皇帝曹嵩 | 太皇帝曹嵩 |  |  | 太祖武皇帝曹操 | 太祖武皇帝曹操 | 太祖武皇帝曹操 | 太祖武皇帝曹操 | 太祖武皇帝曹操 | 太祖武皇帝曹操 |  |  | 1高祖文皇帝曹丕 | 1高祖文皇帝曹丕 | 1高祖文皇帝曹丕 | 1高祖文皇帝曹丕 | 1高祖文皇帝曹丕 | 1高祖文皇帝曹丕 |  |  | 2烈祖明皇帝曹叡 | 2烈祖明皇帝曹叡 | 2烈祖明皇帝曹叡 | 2烈祖明皇帝曹叡 | 2烈祖明皇帝曹叡 | 2烈祖明皇帝曹叡 |  |  | 3厲公曹芳 | 3厲公曹芳 | 3厲公曹芳 | 3厲公曹芳 | 3厲公曹芳 | 3厲公曹芳 |
| 高皇帝曹騰 | 高皇帝曹騰 | 高皇帝曹騰 | 高皇帝曹騰 | 高皇帝曹騰 | 高皇帝曹騰 |  |  | 太皇帝曹嵩 | 太皇帝曹嵩 | 太皇帝曹嵩 | 太皇帝曹嵩 | 太皇帝曹嵩 | 太皇帝曹嵩 |  |  | 太祖武皇帝曹操 | 太祖武皇帝曹操 | 太祖武皇帝曹操 | 太祖武皇帝曹操 | 太祖武皇帝曹操 | 太祖武皇帝曹操 |  |  | 1高祖文皇帝曹丕 | 1高祖文皇帝曹丕 | 1高祖文皇帝曹丕 | 1高祖文皇帝曹丕 | 1高祖文皇帝曹丕 | 1高祖文皇帝曹丕 |  |  | 2烈祖明皇帝曹叡 | 2烈祖明皇帝曹叡 | 2烈祖明皇帝曹叡 | 2烈祖明皇帝曹叡 | 2烈祖明皇帝曹叡 | 2烈祖明皇帝曹叡 |  |  | 3厲公曹芳 | 3厲公曹芳 | 3厲公曹芳 | 3厲公曹芳 | 3厲公曹芳 | 3厲公曹芳 |
|            |            |            |            |            |            |  |  |            |            |            |            |            |            |  |  |                |                |                |                |                |                |  |  |                 |                 |                 |                 |                 |                 |  |  |                 |                 |                 |                 |                 |                 |  |  |           |           |           |           |           |           |
|            |            |            |            |            |            |  |  |            |            |            |            |            |            |  |  |                |                |                |                |                |                |  |  | 曹植            | 曹植            | 曹植            | 曹植            | 曹植            | 曹植            |  |  | 曹霖            | 曹霖            | 曹霖            | 曹霖            | 曹霖            | 曹霖            |  |  | 4曹髦     | 4曹髦     | 4曹髦     | 4曹髦     | 4曹髦     | 4曹髦     |
|            |            |            |            |            |            |  |  |            |            |            |            |            |            |  |  |                |                |                |                |                |                |  |  | 曹植            | 曹植            | 曹植            | 曹植            | 曹植            | 曹植            |  |  | 曹霖            | 曹霖            | 曹霖            | 曹霖            | 曹霖            | 曹霖            |  |  | 4曹髦     | 4曹髦     | 4曹髦     | 4曹髦     | 4曹髦     | 4曹髦     |
|            |            |            |            |            |            |  |  |            |            |            |            |            |            |  |  |                |                |                |                |                |                |  |  |                 |                 |                 |                 |                 |                 |  |  |                 |                 |                 |                 |                 |                 |  |  |           |           |           |           |           |           |
|            |            |            |            |            |            |  |  |            |            |            |            |            |            |  |  |                |                |                |                |                |                |  |  | 曹宇            | 曹宇            | 曹宇            | 曹宇            | 曹宇            | 曹宇            |  |  | 5元皇帝曹奐     | 5元皇帝曹奐     | 5元皇帝曹奐     | 5元皇帝曹奐     | 5元皇帝曹奐     | 5元皇帝曹奐     |  |  |           |           |           |           |           |           |
|            |            |            |            |            |            |  |  |            |            |            |            |            |            |  |  |                |                |                |                |                |                |  |  | 曹宇            | 曹宇            | 曹宇            | 曹宇            | 曹宇            | 曹宇            |  |  | 5元皇帝曹奐     | 5元皇帝曹奐     | 5元皇帝曹奐     | 5元皇帝曹奐     | 5元皇帝曹奐     | 5元皇帝曹奐     |  |  |           |           |           |           |           |           |

## 南朝の陳留王の一覧
| 代数 | 姓名   | 在位          | 備考                             |
| ---- | ------ | ------------- | -------------------------------- |
| 1    | 曹奐   | 265年 - 302年 | 魏の元皇帝                       |
| 2    | 曹某   | ? - ?         | 司馬穎に貂蝉・文衣・鶡衣を贈った |
| 3    | 曹勱   | 326年 - 358年 | 曹操の玄孫                       |
| 4    | 曹恢   | 363年 - 378年 | 曹勱の子                         |
| 5    | 曹霊誕 | 383年 - 408年 | 曹恢の子                         |
| 6    | 曹虔嗣 | 408年 - 420年 | 曹霊誕の子                       |
| 7    | 曹虔秀 | 420年 - 462年 | 曹虔嗣の弟                       |
| 8    | 曹銑   | 462年 - 473年 | 曹虔秀の子                       |
| 9    | 曹粲   | 473年 - 479年 |                                  |

## 邪馬台国
魏志倭人伝によれば「倭人は帯方郡（現在の北朝鮮南西部にあたる地域）の東南、大海の中に在る。山島に依って国や邑（むら）を為している。旧（もと）は百余国あった。漢の時、朝見する者がいた。今は交流可能な国は三十国である……」などとある。卑弥呼を女王とする邪馬台国はその中心とされ、三十国のうちの多く（二十国弱＝対馬国から奴国まで）がその支配下にあったという。